# Santo Estêvão de Bastuço
Santo Estêvão de Bastuço is een plaats (freguesia) in de Portugese gemeente Barcelos en telt 456 inwoners (2001).

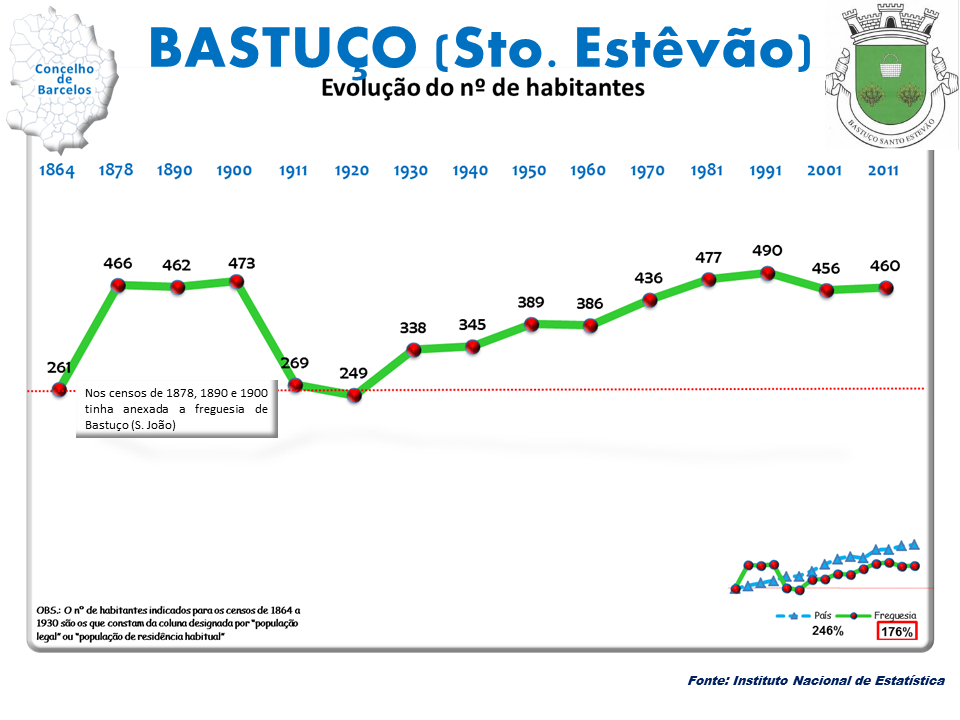
Bevolkingsontwikkeling tussen 1864 en 2011